# Act of Depression
Act of Depression is het eerste studioalbum van de Amerikaanse metalband Underoath.

## Nummers
| 1.                 | Heart of Stone                                                    | 5:50  |
| 2.                 | A Love So Pure                                                    | 10:39 |
| 3.                 | Burden in Your Hands                                              | 6:28  |
| 4.                 | Innocence Stolen                                                  | 6:35  |
| 5.                 | Act of Depression                                                 | 10:23 |
| 6.                 | Watch Me Die                                                      | 6:56  |
| 7.                 | Spirit of a Living God (hidden track – ook wel "Praise" getiteld) | 9:08  |
| Totale duur: 55:55 |                                                                   |       |